# Gérald Thomassin
Gérald Thomassin (* 8. září 1974, Pantin, Francie) je francouzský herec.

## Život a kariéra
Poprvé se na obrazovce objevil v roce 1990 ve filmu Malý kriminálník. Rok na to si zahrál malou roli ve filmu Contre l'oubli, ve kterém se objevily takové herecké hvězdy, jako Catherine Deneuve nebo Philippe Noiret. V roce 2002 si zahrál ve filmu Soukromé záležitosti s Marion Cotillard nebo Frédéricem Diefenthalem (známým ze serie Taxi). V roce 2006 dostal roli ve filmu Satan s Vincentem Casselem a Monicou Bellucciovou a v roce 2007 pak ve filmu Zkáza zámku Herm s Gaspardem Ullielem a Tchéky Karyem.

## Filmografie
- 1990: Malý kriminálník
- 1991: Contre l'oubli
- 1994: Ferbac (seriál)
- 1995: Tendre guerre
- 1996: Až do konce
- 1997: Un arbre dans la tête (TV film)
- 1997: C.I.D. (seriál)
- 1998: L'annonce faite á Marius
- 1998: Louise (Take 2)
- 1999: Calino Maneige
- 1999: Un pur moment de rock'n'roll
- 2000: Nationale 7
- 2000: Paria
- 2002: Stanice 137
- 2002: Soukromé záležitosti
- 2003: Mister V.
- 2003: Les beaux jours (TV film)
- 2003: Un gout de sel (TV film)
- 2006: Itinéraires
- 2006: Satan
- 2007: Zkáza zámku Herm
- 2008: Le premier Venu